# Dilshod Juraev
Dilshod Juraev (sinh ngày 21 tháng 4 năm 1992) là một cầu thủ bóng đá người Uzbekistan thi đấu cho Olmaliq FK và Uzbekistan.

## Sự nghiệp
Anh được triệu tập thi đấu Vòng loại Cúp bóng đá châu Á 2015 ngày 15 tháng 11 năm 2013 trước Việt Nam.

### Bàn thắng quốc tế
Tỉ số và kết quả liệt kê bàn thắng của Uzbekistan trước.
| #  | Ngày               | Địa điểm                                    | Đối thủ | Tỉ số | Kết quả | Giải đấu |
| -- | ------------------ | ------------------------------------------- | ------- | ----- | ------- | -------- |
| 1. | 4 tháng 9 năm 2014 | Sân vận động Majmuasi, Tashkent, Uzbekistan | Jordan  | 2–0   | 2–0     | Giao hữu |

## Danh hiệu
Bunyodkor
- Giải bóng đá vô địch quốc gia Uzbekistan Vô địch: 2013
- Vô địch Cúp bóng đá Uzbekistan (2): 2012, 2013